# Bernardo Valentin Moreira de Sa
Bernardo Valentin Moreira de Sa (Guimarães, 1853 - [...?], 1924) fou un violinista i pedagog portuguès.
Després d'emprendre un viatge d'estudis per França i Alemanya, durant el qual va rebre lliçons del cèlebre Joachim, va recórrer amb el pianista José Viana da Motta les principals ciutats americanes, recollint molts aplaudiments. Director del Orpheon Portuense organitzava notables concerts, amb la cooperació d'artistes estrangers. Moreira de Sa, també es dedicà a l'ensenyança i fou professor de l'Escola Normal.
Va publicar algunes obres de caràcter pedagògic, com Tratado de arithmetica, Selecta francesa; collecçäo de temes de francez; Primeiro libro de francez, Theoria mathematica da Musica (1912), etc.